# Чаус Микола Олексійович
Микола Олексійович Чаус (13 грудня 1966 ) — скандально відомий колишній суддя Дніпровського райсуду Києва, що ухвалював рішення проти Автомайдану і підлягав люстрації відповідно до закону, перебуваючи в списку на люстрацію Міністерства юстиції. Люстрований не був.

## Діяльність
2012 року проти Чауса порушили дисциплінарну справу, але він залишився на своєму посту. Він неодноразово викликав підозру щодо порушення закону, але завжди уникав покарання. Взимку 2014 року Чаус виніс вирок за фальсифікованими справами проти активістів автомайдану.[джерело?]
Чаус зняв з розшуку і заборонив проводити слідчі дії проти кримінального авторитета Юрія Іванющенка, після чого злочинець і мільярдер виїхав з РФ на свою віллу в Монако. Адвокати давно називають суддю одним з головних фальсифікаторів справ в Києві.
Чаус також вів справу Геннадія Корбана. Групу адвокатів Геннадія Корбана очолив Андрій Богдан, а адвокатом другого фігуранта у справі Корбана — Михайла Кошляка був запрошений Андрій Смирнов.
2015 року Тимчасова спеціальна комісія після перевірки дій Чауса щодо позбавлення прав вирішила, що він порушив присягу і повинен бути звільнений.[джерело?] Справу було відкрито за заявою громадянина Вальтищева, якого суддя Чаус незаконно позбавив водійського посвідчення на півроку. Інтереси Вальтищева представляв адвокат Андрій Богдан.
28 січня 2016 року члени Вищої ради юстиції відклали розгляд дисциплінарного провадження щодо судді Миколи Чауса.
Нарешті 28 листопада 2017 року Вища рада правосуддя ухвалила рішення звільнити Миколу Чауса з посади судді Дніпровського районного суду міста Києва на підставі пункту 3 частини шостої статті 126 Конституції України.

### Підозра в отриманні хабара
9 серпня 2016 року Чауса затримали під час отримання хабара в $ 150 тис.. Хабар отримав задля ухвалення потрібного рішення в кримінальному провадженні щодо торгівлі наркотиками. За словами глави Національного антикорупційного бюро Артема Ситника, Чаус підозрював, що ним займається НАБУ, і зажадав збільшити хабар зі $ 100 тис. до $ 150 тис..
Отримані гроші суддя закопував на своєму городі в літрових банках.
Попри те, що суддю спіймали на хабарі, заарештувати його не змогли, бо Верховна Рада не дала дозволу.[джерело?] Наступного дня після викриття у хабарі суддя не прийшов на роботу.
11 серпня 2016 року детективи НАБУ провели обшук у Чауса. Його адвокат відмовлявся спілкуватися з пресою і відмовився назвати своє ім'я. У розшук Чауса не оголосили.

### Втеча до Молдови
14 листопада 2016 року пресслужба НАБУ повідомила, що 11 листопада Інтерпол оголосив Чауса в міжнародний розшук. Він нелегально перетнув кордон з Молдовою, де попросив політичного притулку й чекав розгляду його екстрадиції до України.
За даними ЗМІ, в ухвалі Вищого антикорупційного суду по справі № 991/1532/20 до втечі був причетний тогочасний його адвокат Андрій Смирнов.
В грудні 2019 року були оприлюднені записи, начебто зроблені в кабінеті керівника ДБР Романа Труби. На записах, датованих імовірно липнем 2019 року, людина з голосом Андрія Смирнова розповідає, що має контакт із суддею-втікачем. І від імені Андрія Богдана (на той час — голова Офісу Президента Зеленського) дає Трубі вказівки, як діяти у цій справі: «потрібно оточити страхом невідворотності покарання», допитуючи дружину, матір та адвоката.
18 вересня 2020-го Інтерпол призупинив міжнародний розшук Чауса на час розгляду його звернення.
15 березня 2021 представники САП заявили, що Україна вимагає екстрадиції Чауса з Молдови після того, як повідомили, що Молдова відмовила йому в політичному притулку.

### Можливе викрадення в Молдові
3 квітня 2021 року його адвокат Юліан Балан повідомив, що в центрі Кишенева троє невідомих озброєних людей викрали Чауса. Речниця поліції Кишинева Наталя Статі підтвердила ці дані. 5 квітня влада Молдови затримала одного з організаторів, останні підозрювані виїхали до України. 15 квітня правоохоронці Молдови взяли під охорону дружину Чауса.
30 квітня Інтерпол зняв Чауса з міжнародного розшуку, задовольнивши скаргу його захисту. Підставою стала недостатність наданих українськими правоохоронцями документів для розшуку.
8 квітня молдовські та українські журналісти оприлюднили інформацію про причетність до викрадення Чауса громадян України — співробітників військової розвідки. Було названо їхні імена та опубліковано фото документів, за якими вони прибули до Молдови. Також була названо причину викрадення — потреба дискредитувати ексочільника ГУР МО Василя Бурбу, пов'язавши його з втечею Чауса у 2016-му.
Необхідність у такій дискредитації пояснювалась важливою роллю генерала у «вагнергейті» — скандалі з провалом спецоперації з затримання російських найманців групи «Вагнера», яка була провалена після доповіді про неї Офісу президента Зеленського.
9 квітня, у молдовському парламенті створили спеціальну комісію з розслідування викрадення Чауса.
22 квітня молдовські та українські медіа публікують нові докази причетності українських спецслужб до викрадення Чауса, включно з прізвищами офіцерів розвідки, які брали участь у викраденні. Вдається також встановити, як відбувалось стеження за Чаусом напередодні і маршрут викрадачів — завдяки GPS-трекеру в орендованому ними в Молдові авто. Також підтверджується версія вивезення Чауса в авто з українськими дипномерами — за кермом був військовий аташе посольства України. Разом із Миколою Чаусом був викрадений і його охоронець, але згодом він був відпущений.
Між тим з'являється інформація, що викраденого Миколу Чауса утримували на базі Головного управління розвідки в Хотянівці Київської області, з наміром «легалізувати» його появу в Україні, для чого екссуддю перевезли на військову базу біля Первомайська, що неподалік від адмінкордону з окупованим Кримом та Придністров'ям.

### Поява в Україні
30 липня 2021 року староста села Мазурівка в Чернівецькому районі на Вінниччині біля кордону з Молдовою Валерій Груньківський начебто повідомив, що там виявили Чауса. Згодом Валерій повідомив, що тоді перебував далеко від села й про появу судді дізнався зі слів інших. Того дня голодний Чаус у одних шортах прийшов до сільради й попросив допомоги.
За словами директора НАБУ першими на появу розшукуваного судді відреагувала Національна поліція, співробітники якої згідно законних процедур поставили до відома НАБУ — як ініціатора розшуку й заочного арешту колишнього судді. Та поки антикорупційне бюро організовувало процедуру його доставки до суду, екссуддю забрали місцеві працівники СБУ. Не складаючи жодних документів, не пояснюючи своєї поведінки, зокрема й генпрокуратурі. За словами Ситника, співробітники СБУ везли Чауса на Київщину вертольотом, а згодом доставляли до Києва у супроводі кортежу.
В Києві спецпризначенці НАБУ влаштував перегони за кортежем, яким Чауса везли з Київської області до будівлі головного управління СБУ на вулиці Володимирській. Там спецпризначенці НАБУ блокував приміщення СБУ з вимогою його видачі знайденого втікача. Цього дня Чаус перебував у ізоляторі СБУ в Києві.
Наступного дня його допитала СБУ. Представниками СБУ було заявлено, що Чауса не викрадали, а він сам подзвонив на гарячу лінію й викликав співробітників спецслужби. 1 серпня з Чаусом зустрівся його адвокат.
Того ж дня, 1 серпня 2021 року, до ВАКС від НАБУ надійшло клопотання про обрання запобіжного заходу екссудді Дніпровського райсуду Києва. Розгляд зазначеного клопотання було розпочато 1 серпня 2021 року, проте, у зв'язку із відсутністю підозрюваного, судове засідання було відкладено на 4 серпня 2021 року о 14:00.
2 серпня адвокат Ростислав Кравець повідомив, що його клієнт перебуває у статусі підозрюваного для НАБУ та потерпілого — для СБУ, його не затримано. Також адвокат готував клопотання до ОГПУ стосовно зміни підслідності справи.
Також 2 серпня НАБУ було зареєстровано два провадження у ЄРДР за фактом викрадення або незаконне утримання людини та перевищення службових повноважень. Так, на думку слідчих НАБУ дії СБУ підпадають під статті 146-1 та 365 Кримінального кодексу України.
3 серпня 2021 року НАБУ затримало Чауса у Клінічній лікарні «Феофанія», де йому вручили клопотання про застосування запобіжного заходу. Про місцезнаходження екссудді НАБУ повідомив керівник слідчого управління СБУ.
Засідання суду 5 серпня 2021 року відбувалося в закритому режимі через матеріали, що становлять державну таємницю. За даними адвоката, Чаус протягом 50 днів був прикутим до ліжка. Суд відправив його під цілодобовий домашній арешт з носінням електронного браслета. 9 серпня САП подала апеляцію на це рішення. В суді Чаус заявив, що викрадачі хотіли його вбити, він втік від них і пройшов 50 км пішки, здавшись у СБУ. Також він стверджував, що працівники НАБУ порушили Кримінальний кодекс, не подавши клопотання про затримання до Вищого антикорупційного суду, натомість звернувшись із клопотанням про запобіжний захід у вигляді арешту.
14 червня 2023 року Миколі Чаусу на засіданні колегії суддів ВАКС визнали винним у хабарництві й засудив його до 10 років ув'язнення з конфіскацією майна.
3 квітня 2025 року Апеляційна палата Вищого антикорупційного суду скоротила термін ув'язнення Чауса з 10 роківдо 8,5 років.